# Haga Hironobu
Hironobu Haga (sinh ngày 21 tháng 12 năm 1982) là một cầu thủ bóng đá người Nhật Bản.

## Sự nghiệp câu lạc bộ
Hironobu Haga đã từng chơi cho JEF United Chiba và Consadole Sapporo.